# Caecobarbus geertsii
Caecobarbus geertsii es una especie de peces de la familia de los
Cyprinidae en el orden de los Cypriniformes.

## Morfología
- Los machos pueden llegar alcanzar los 11 cm de longitud total.[1][2]

## Alimentación
Come pequeños crustáceos y también, los animales que son arrastrados a las  cuevas donde vive.

## Hábitat
Es un pez de agua dulce y de clima tropical.

## Distribución geográfica
Se encuentran en África:  cuenca del río Congo.